# Ли Гэнь
Ли Гэнь (кит. упр. 李根, пиньинь Lǐ Gēn, род. 15 августа 1988, Цзяоцзо, провинция Хэнань) — китайский профессиональный баскетболист, в настоящее время выступающий за клуб Китайской баскетбольной ассоциации «Синьцзян Флаинг Тайгерс» и национальную сборную Китая.

## Карьера

### Клубная
Ли начал профессиональную карьеру в возрасте 20 лет в клубе «Шанхай Шаркс» в сезоне 2008-09. После двух сезонов в Шанхае перешёл в «Циндао Иглс», где также провёл два сезона. В среднем набирал 18 очков за игру и лидировал по этому показателю среди китайских игроков в сезоне 2011-12 годов, а в Матче всех звёзд Китайской баскетбольной ассоциации по итогам сезона был признан MVP.
Следующие три сезона Ли провёл в «Бэйцзин Дакс», с которой выиграл два чемпионских титула в сезоне 2013–14 и 2014–15. Летом 2015 года из-за разногласий по новому контракту покинул команду и присоединился к «Синьцзян Флаинг Тайгерс».

### Международная
На международной арене Ли выступал на чемпионате Азии 2015 года, который проходил в Чанша, КНР. За 13 минут на площадке набрал девять очков, а команда Китая победила Филиппины со счётом 78-67 в финальном матче.

## Достижения

### Международные
Китай :
- Чемпион Азии : 2015

### Клубные
«Бэйцзин Дакс»:
- 2× Чемпион Китая : (2014, 2015)

### Личные
- MVP Матча всех звёзд КБА (2012)